# Съяново-2

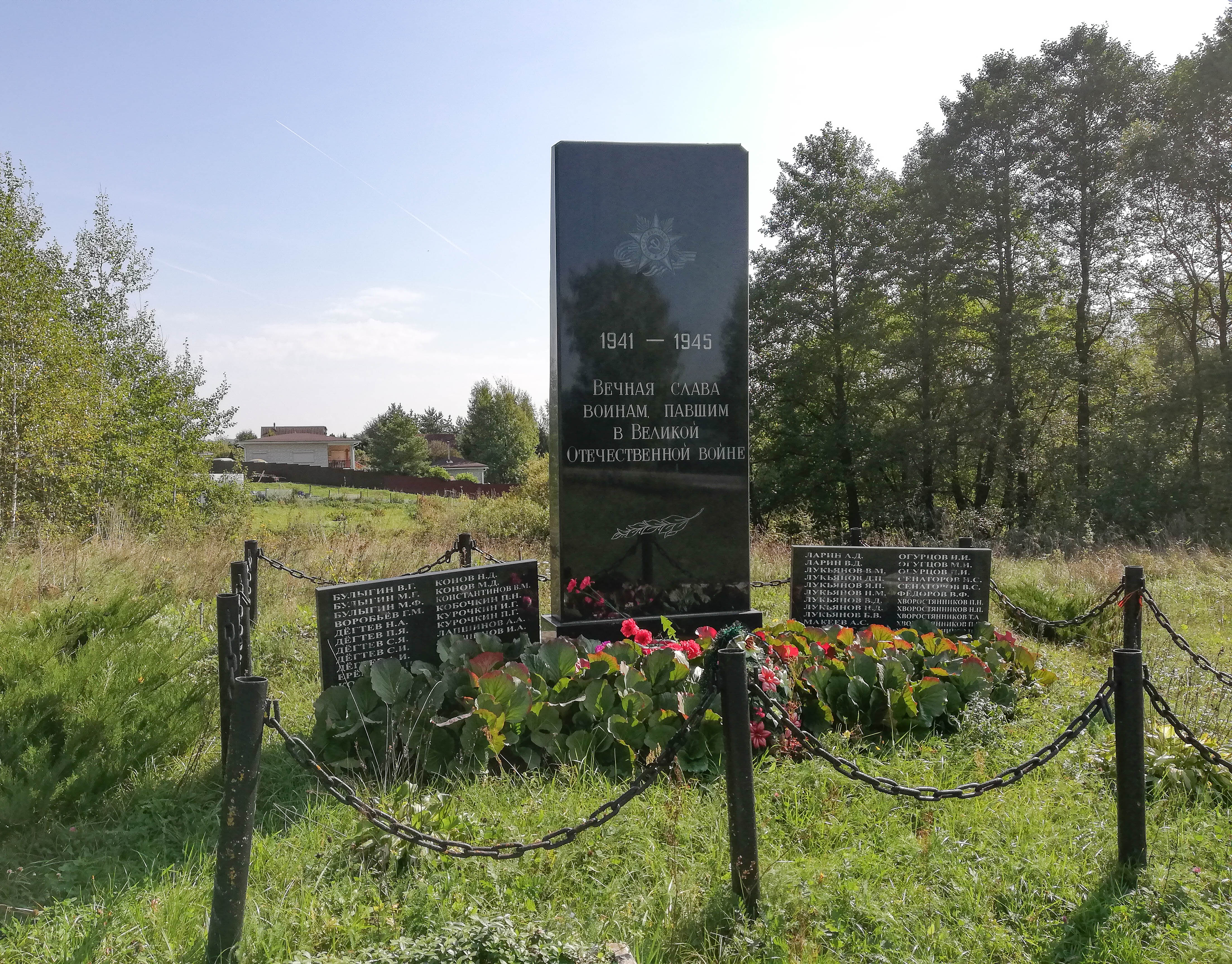
Воинский мемориал в деревне

Съяново-2 — деревня в Серпуховском районе Московской области. Входит в состав Дашковского сельского поселения (до 29 ноября 2006 года входила в состав Райсемёновского сельского округа).

## Население
| 2002 | 2006 | 2010 | 2015 |
| ---- | ---- | ---- | ---- |
| 90   | ↘74  | ↗80  | ↗83  |

## География
Съяново-2 расположено примерно в 23 км (по шоссе) на северо-запад от Серпухова, на левом берегу реки Нара, высота центра деревни над уровнем моря — 135 м.
Менее чем в трех километрах находится бывший военный городок №115, сейчас посёлок Серпухов-12.

## Современное состояние
На 2016 год в деревне зарегистрирована 1 улица — Новая и 2 садовых товарищества. Съяново-2 связано автобусным сообщением с райцентром и соседними населёнными пунктами. Несмотря на маленькое население, в Съяново 2 входит Коттеджный Посёлок «Венский Лес».